# Gänsewinkel (Schwerte)
Der Gänsewinkel ist eine Wohnlage der Stadt Schwerte im Kreis Unna im Bundesland Nordrhein-Westfalen. Der Stadtteil ist bekannt als Wohngebiet und für seine Gesamtschule.

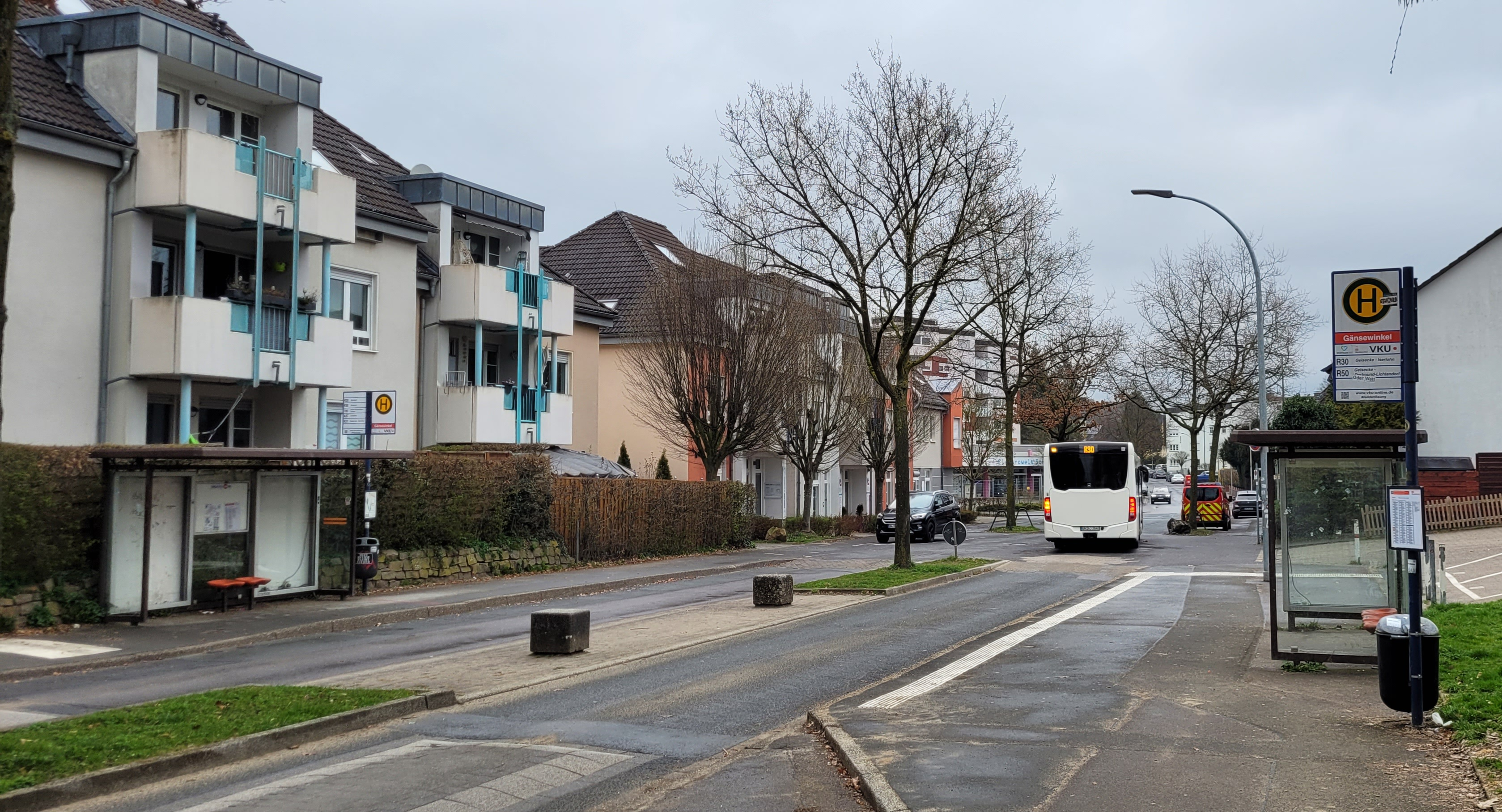
Straße im Gänsewinkel

## Geografie

### Lage
Unter der Bezeichnung Gänsewinkel versteht man heute allgemein das folgende Gebiet:
Im Norden wird es durch die Schützenstraße ab Höhe Eschenweg sowie die Bahngleise ab der Bahnunterführung begrenzt.  
Die südliche Grenze bildet der Mühlenstrang, im Osten wird das Gebiet durch den Gehrenbach abgegrenzt.
Der Gänsewinkel grenzt im Norden an Schwerte-Ost, im Osten an Geisecke, im Süden an die zu Geisecke gehörenden Ruhrwiesen und im Westen an das Zentrum der Stadt Schwerte.

### Infrastruktur
Der Stadtteil verfügt über ein Dienstleistungszentrum Gänsewinkel, das verschiedene kommunale Angebote bündelt. Das Zentrum dient als Anlaufstelle für Verwaltungsangelegenheiten und trägt zur lokalen Daseinsvorsorge bei.

## Bildung
In Gänsewinkel befindet sich die Gesamtschule Gänsewinkel, die für ihre nachhaltigen Bildungsprojekte ausgezeichnet wurde. Im Rahmen des Landesprogramms „Schule der Zukunft“ wurde die Schule für ihr Engagement im Bereich der „Bildung für nachhaltige Entwicklung“ (BNE) geehrt. Ein Beispiel dafür ist die Anlage eines naturnahen und insektenfreundlichen Schulhofs. Darüber hinaus sind die neuen Gebäude der Schule mit Retentionsdächern ausgestattet, die zu einer umweltfreundlichen Stadtentwicklung beitragen sollen.

## Geschichte
Als Flurname war „Im Gaensewinkel“ bereits in den Kataster-Eintragungen von 1826 verzeichnet.